# Koloniale kerken in Suriname
De koloniale kerken in Suriname beschrijft de rol van de traditionele christelijke kerken in de kolonie Suriname wat betreft hun relatie tot de staat en het slavernijsysteem.
In Suriname bewerkstelligden de Evangelische Broedergemeente en de Rooms-Katholieke Kerk de kerstening van de overwegend zwarte bevolking, terwijl de hervormde en lutherse kerken overwegend witte kolonistenkerken bleven. 
Dit artikel bestrijkt de periode van 1667 (eerste predikant) tot 1975 (einde kolonie). Scharnierpunten in deze geschiedenis zijn 1828 (kerstening wordt overheidsbeleid) en 1863 (afschaffing slavernij).

## Integrale geschiedschrijving
De verwevenheid van de kerk met de koloniale staat maakt dat we niet kunnen spreken van een kerkgeschiedenis zonder kolonialisme en andersom. De kerken in de koloniale gebieden waren inherent koloniaal: zij arriveerden vanwege het bestaan van de kolonie en hoe ze vorm kregen werd bepaald door het koloniale systeem. Dit was uiteraard periode- en gebiedsgebonden, maar religie, kolonie en slavernij beïnvloedden elkaar voortdurend. De godsdienstvrijheid van de Republiek was in de kolonien echter ver te zoeken. Evenmin werd het verbod op slavernij zoals dat gold in de Republiek van toepassing geacht op de Hollandse koloniën. 'Beschaving' en tegelijkertijd 'slavernij' is een paradox van de geschiedenis.
Sinds de millenniumwisseling zijn de koloniale geschiedschrijving en de kerkelijke geschiedschrijving -vanouds gescheiden werelden- steeds meer samengekomen en spreekt men, in navolging van Vernooij, van de 'koloniale kerk' of kerken. Kritiekloze reproductie van historische archieven verhinderde lange tijd kritische distantie en een bredere blik. In de internationale historiografie wordt kolonialisme inmiddels niet meer alleen bestudeerd vanuit een politieke en economische bril, maar wordt ook het belang erkend van sociaal-culturele en religieuze relaties binnen de kolonie. Kerkplantingen, zendelingen en missionarissen worden daarom ook wel agents of empire genoemd; vertegenwoordigers van de koloniale staat. 
De kerk en het christelijk geloof speelden een belangrijke rol in de koloniale beschavingsidealen en de legitimatie van de koloniale doelen. Economisch gewin en bekeringsdrift gingen veelal hand in hand; het bekende tweetal van de conquistador en de padre, de veroveraar (koopman) en de dominee. Een derde prikkel om huis en haard in Europa te verlaten -niet vaak genoemd- was de ontmoeting met de naakte mens die als exotisch en erotiserend werd ervaren. De vleselijke genoegens leidden tot complexe samenlevingen ingedeeld naar huidskleur en gevat in nieuwe woorden als mulat, mesties en halfbloed.

## Kolonisatie van de ziel
In 1828, met het zicht op mogelijke afschaffing van de slavernij en uit bezorgdheid om het voortbestaan van de kolonie, achtte het koloniaal bestuur van Suriname het essentieel om de slaafgemaakten middels het christendom aan zich te binden, hen te 'beschaven' en zodoende onder controle te houden. Slaven werden bij wet niet langer meer beschouwd als object, maar als persoon, als mens. Echter, om hun bekeringsarbeid te kunnen verrichten ontweken de betrokken zendelingen en missionarisen de strijd tegen het instituut van de slavernij.
Het christelijke beschavingsoffensief van de koloniale kerken bracht in feite een 'religie van onderdanigheid' voort, in het Surinaams Sakafasi of nederigheid (Letterlijk: het hoofd laten zakken voor een meerdere). Dit droeg bij aan het 'erfelijk minderwaardigheidsgevoel' zoals Anton de Kom dat beschreef. In zijn inmiddels beroemde boek Wij slaven van Suriname (1934) schreef hij: ‘toen de slavernij afgeschaft was greep men naar de bijbel om op spirituele gronden dezelfde gehoorzaamheid aan te kweken’. Dit alles wordt ook wel genoemd 'kolonisatie van de ziel' of 'mentale slavernij'. Dit werd institutioneel gestuurd; zowel de kerk als de staat hebben hiertoe pressie uitgeoefend.
Veel historici na De Kom concludeerden dan ook dat de christelijke kerken de 'emancipatie' van de slaafgemaakten eerder hebben vertraagd dan bevorderd. Er is een historische lijn te zien waarin het fysiek-gewelddadige proces van tot slaaf maken langzamerhand overging in het mentaal tot slaaf maken, wat na de afschaffing van de slavernij volop verder ging. De reeds raciaal gesegmenteerde maatschappij werd door een (al dan niet bewust) verdeel-en-heers-beleid een standenmaatschappij gebaseerd op huidskleur: hoe witter hoe hoger, hoe zwarter hoe lager je plaats in de maatschappij. De sociale ordening werd mentaal geïnternaliseerd.

## Regionale context
De christelijke kerken hebben door de eeuwen heen in diverse delen van de wereld steeds te maken gehad met slavernij, lijfeigenschap en dus met de miskenning van menselijke waardigheid en respect, zowel binnen eigen gelederen als daarbuiten. Slavernij was lang een aanvaard economisch, politiek, cultureel en maatschappelijk fenomeen. Naar schatting zijn door de Nederlanders (WIC) 600.000 slaafgemaakte mensen vanuit Afrika naar West-Indië vervoerd, van wie ongeveer 240.000 naar Suriname. 
Elke stap die de kersverse Republiek in de wereld zette, zette ze samen met de Gereformeerde Kerk. Deze vormde immers voor een deel het bestaansrecht van de Republiek die was voortgekomen uit een strijd tussen de protestantse Nederlandse provinciën en het grote katholieke Spanje. Predikanten stelden zich op als de  intellectuele voorhoede van de jonge staat.  De gouverneurs van de jonge koloniën aan de 'wilde kust' van Zuid-Amerika kregen als opdracht mee predikanten aan te stellen en deze te betalen. Hun eerste verantwoordelijkheid was de geestelijke verzorging van de Nederlanders overzee. Maar de Nederlandse koloniale onderneming was ook een voortzetting van de oorlog met de katholieke wereld. Elk op de Spanjaarden veroverd eiland en elke tot het calvinisme bekeerde ziel was een overwinning op het katholicisme. De gouverneurs en de predikanten hadden zonder de minste scrupules slaven en verhandelden slaven. 
Suriname was niet de eerste Hollandse kolonie in de west waar christelijke kerken zich vestigden – Suriname was zelfs de hekkensluiter :
| Vestiging Calvinisten / predikanten in de westelijke koloniën | Vestiging Calvinisten / predikanten in de westelijke koloniën | Vestiging Calvinisten / predikanten in de westelijke koloniën |
| Kolonie                                                       | Vestiging                                                     | eerste predikant                                              |
| ------------------------------------------------------------- | ------------------------------------------------------------- | ------------------------------------------------------------- |
| Essequibo                                                     | 1617                                                          | 1658                                                          |
| Cayenne                                                       | 1626                                                          | 1660                                                          |
| Tobago                                                        | 1627                                                          | 1630                                                          |
| Berbice                                                       | 1627                                                          | 1667                                                          |
| Sint Maarten                                                  | 1632                                                          | 1659                                                          |
| Sint Eustatius                                                | 1633                                                          | 1643                                                          |
| Curaçao                                                       | 1634                                                          | 1638                                                          |
| Suriname                                                      | 1665                                                          | 1667                                                          |

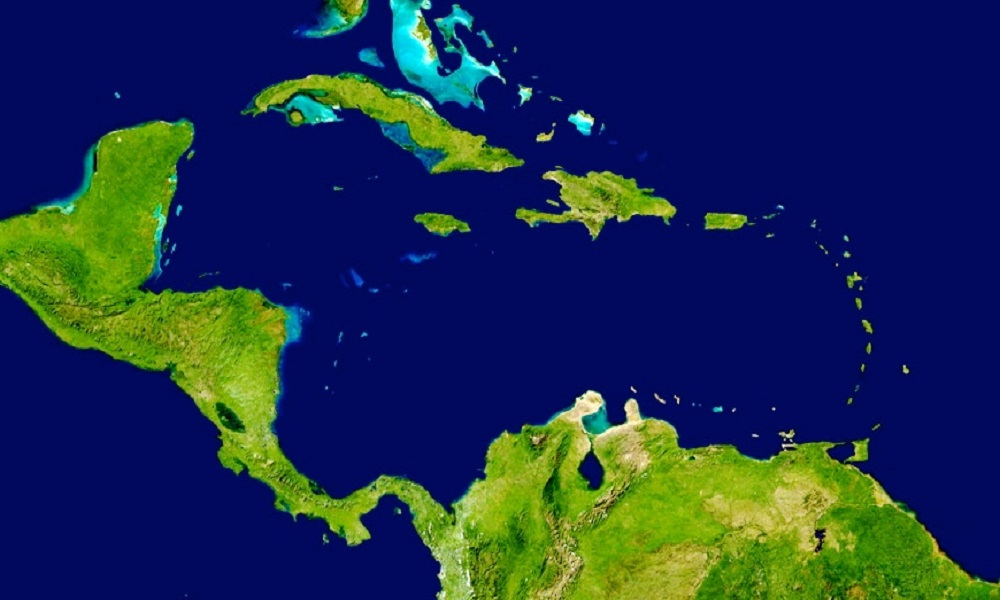
Midden-Amerika en de Caraïbische eilanden

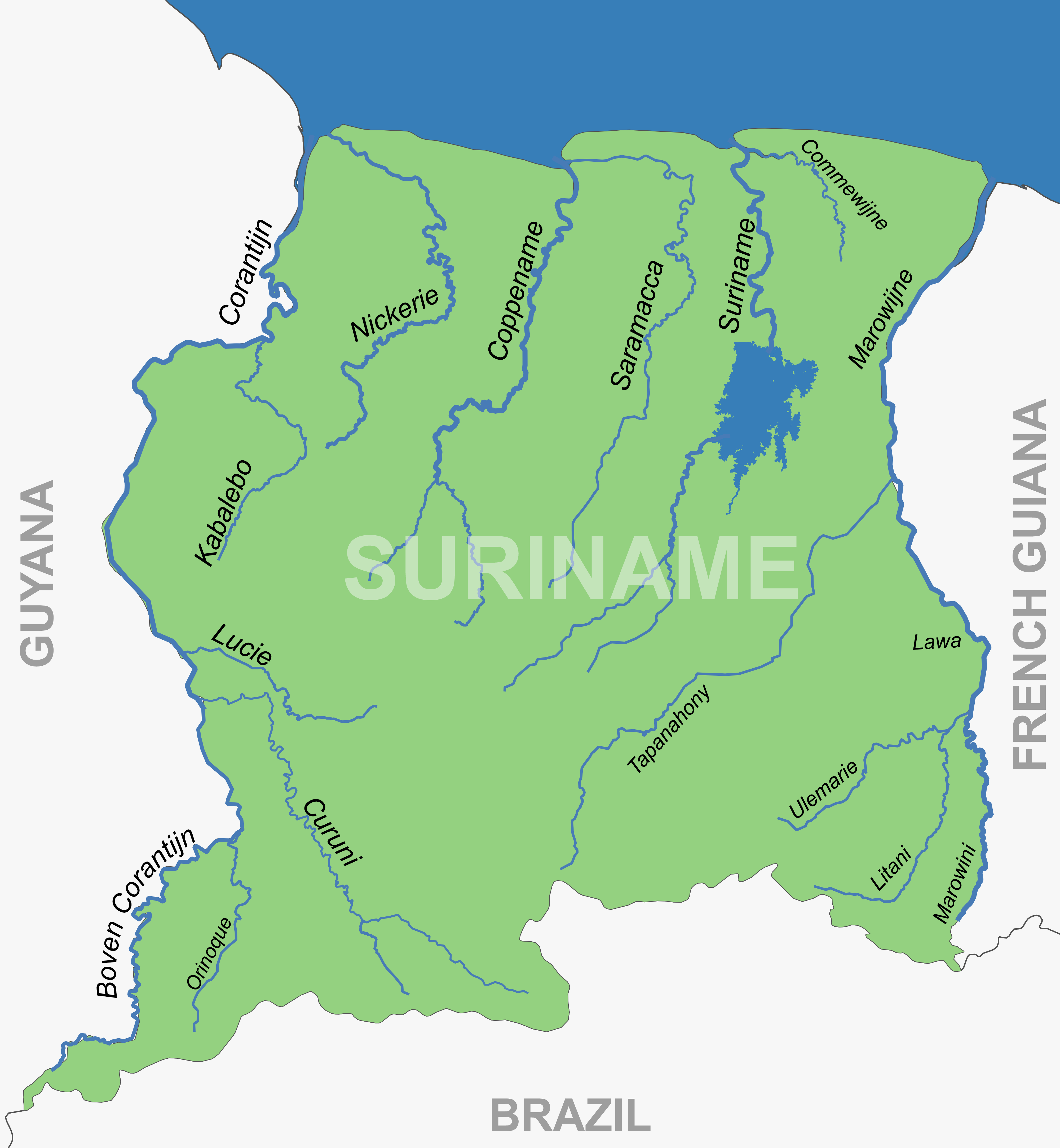
Suriname en haar rivieren

Opgemerkt dient dat Curaçao, net als de andere Caraibische eilanden, een hele ander kerkelijk verleden heeft dan Suriname omdat daar al vanaf 1526 door de Spaanse paters het katholicisme is gepredikt. De Afro-Curaçaonaren behoorden daarom al vroeg tot de Rooms-katholiek kerk; de Euro-Curaçaonaren waren protestants of joods.
De Afro-Surinaamse bevolking is weliswaar ook overwegend christelijk, maar verdeeld protestants en katholiek. De katholieke missie vestigde zich pas in 1817 in de van oudsher protestantse kolonie. Andere, na de afschaffing van de slavernij in Suriname gekomen bevolkingsgroepen zijn overwegend niet-christelijk: de Surinaamse Hindostanen bijvoorbeeld zijn overwegend hindoe, de Surinaamse Javanen overwegend moslim.

## Kerstening van Suriname
Hieronder bespreken we de kerkgenootschappen in volgorde van hun introductie in de kolonie; eerst de gevestigde 'standskerken' (Gereformeerd/Hervormd en Evangelisch-Luthers) en daarna de zich min of meer invechtende 'volkskerken' (EBG en Rooms-katholiek). De gevestigde kerken noemden de EBG aanvankelijk een "secte", met "slecht opgeleide predikanten", maar deze framing veranderde na 1828 toen de EBG een duidelijke rol kreeg. De RK-kerk overigens achtte álle protestanten sectarisch; zij zouden moeten terugkeren in de schoot van de "moederkerk". Maar ook de katholieken leerden pragmatisch te leven in het verdeelde christelijke landschap van Suriname.

### Hervormden
De in Suriname vanaf 1667 al aanwezige Nederduits Gereformeerde Kerk bemoeide zich niet met de Afro- of inheemse Surinamers. De Hervormde kerk waarin zij overging, bleef een geheel witte kerk, van de koloniale elite.

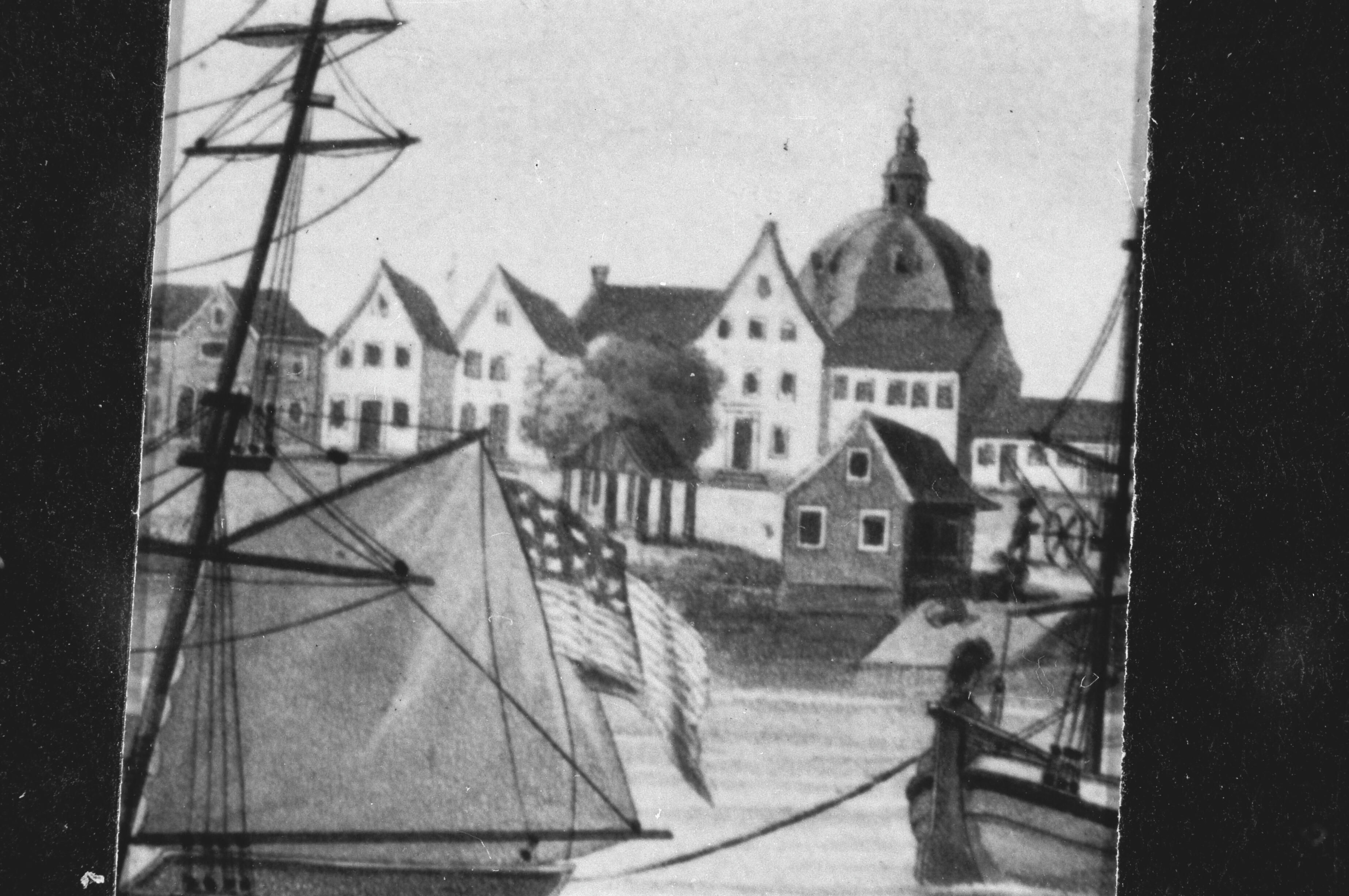
De vroegere koepelkerk van de Hervormden gezien vanaf de Waterkant; de koepel ging eraf in de stadsbrand van 1821, Atlas van Stolk, Collectie RCE

De WIC was verplicht om aan de predikanten een slaafgemaakte of knecht te verschaffen als onderdeel van de bezoldiging, en predikanten kochten soms extra slaafgemaakten voor zichzelf of voor de compagnie. Die werden ingezet voor allerlei taken: om voor de paarden te zorgen, in het huishouden, voor de zieken, als roeiers of voor bouwwerkzaamheden. De eerste dominee in Suriname, Johannes Basseliers vulde zijn traktement stevig aan middels zijn suikerplantage met vijftig slaafgemaakten. In die tijd was het ook nog zo dat de koloniale staat uit veiligheidsoverwegingen bepaalde dat er op tien slaven een blankofficier aangesteld moest worden, dus er waren relatief veel witten. 
De koloniale overheid had in 1698 bepaald dat kinderen uit een heidense moeder en een christelijke vader gedoopt konden worden maar dan moest vader ten overstaan van twee getuigen beloven het kind een christelijke opvoeding te geven en moest de eigenaar van moeder toestemming voor de doop verlenen. Eigenaars moesten het altijd aan de kerkenraad melden als ze iemand de vrijheid gaven, want een vrijgemaakte kon geen heiden zijn. In 1747 werd voor het eerst een volwassen slaaf gedoopt. Hij kreeg de naam Johan Jacob van Paramaribo. In Nickerie werden later relatief veel vrijen lid van de hervormde kerk, omdat de EBG en de katholieken daar niet aanwezig waren. Predikant Andries Roelofsz had in 1848 nog elf slaafgemaakten in zijn bezit. De Hervormde kerk bleef ook na de afschaffing van de slavernij sterk aan de koloniale staat gelieerd, feitelijk tot aan de onafhankelijkheid van Suriname in 1975.

### Luthersen

De Maarten Luther Kerk (rechts) en de Willem School in Paramaribo, circa 1890. De toren op de achtergrond is van de R.K.kerk, Collectie KITLV, fotograaf onbekend

Ook de Evangelisch Lutherse Kerk, die zich in 1741 in Suriname vestigde, bleef grotendeels wit, maar toch anders. De Lutherse gemeente kocht in 1757 plantage Johan & Margaretha  (‘kerkigron’) inclusief slavenmacht teneinde inkomsten te genereren.
Deze kerk bediende vooral de witte middenklasse van ambachtslieden, hoveniers, mijnwerkers en soldaten, veelal van Duitse afkomst. Deze jongemannen stichtten gezinnen met vrije creoolse en inheemse meisjes, waarvan de kinderen dan meestal luthers werden gedoopt. Daardoor stond de Lutherse kerk bekend als 'kleurlingenkerk'. Hans Joachim Emicke, ouderling en directeur van plantage Kortevreugd, liet vier dochters die hij kreeg met de slaafgemaakte Carolina in Paramaribo dopen. Later, in 1796, manumitteerde hij hen, hetgeen vrij uitzonderlijk was.
Plantageslaven werden door de Lutherse kerk niet bezocht. Ook de Luthersen worstelden met de combinatie christendom en slavernij. In 1814 nam een diaken ontslag omdat een mulattin als lid werd toegelaten.

### Evangelische broeders
In 1828 werd de taak om de christelijke leer onder de slaafgemaakten in Suriname te verspreiden officieel toebedeeld aan de zogeheten Hernhutters, ook wel Moravische of Evangelische Broeders genoemd (EBG). Zij werkten allereerst in en vanuit Paramaribo, maar al snel opende een eerste kerkgebouw van de EBG-zending in Coronie, op plantage Clyde. De EBG-gemeenschap maakte daarna een stevige groei door. Opende in 1830 nog slechts 15 van de 460 plantages hun poorten voor de zendelingen, in 1848 waren reeds 130 plantages voor het zendingswerk opengesteld. Ook probeerden de zendelingen marrons en inheemsen te bereiken, maar dat bleek een stuk moeilijker.

Leden van de Evangelische Broedergemeente (Hernhutters) voor de Grote Stadskerk (links achter de bomen), Paramaribo, circa 1885. Fotografie Julius Eduard Muller

De opdrachtverlening door de koloniale elite aan de Moravische zendelingen was een manier om de status quo in de op slavernij gebaseerde kolonie te beschermen. De zendelingen predikten immers expliciet geduld (pasensi), lijdzaamheid en arbeidzaamheid, terwijl ze gewelddadig verzet afwezen. Daarnaast hadden zij een sterke afkeer van winti, de Afro-Surinaamse religie, die ze wegzetten als 'afgoderij'. Door de opdracht aan de EBG te verlenen hielden de slavenmeesters hun eigen (Hervormde) kerk wit.
De EBG was de eerste denominatie in Suriname die zich expliciet op slaafgemaakten ging richten. Expliciet ook zegde zij toe niet te zullen ageren tegen het instituut van de slavernij. Met een beroep op de bijbel maakten de zendelingen onderscheid tussen lichamelijke en geestelijke vrijheid. De geestelijke vrijheid die zij predikten was een zuiver christelijke; geenszins een vrijheid van religie. Centraal stond vergeving van zonden, berusting en gehoorzaamheid. Dit was in lijn met de visie van de koloniale staat die de slaafgemaakten geleidelijk wenste voor te bereiden op de afschaffing van de slavernij en die oproer van de slaafgemaakten vreesde. De zendelingen gingen conflicten met het gouvernement of met de planters uit de weg. 
Het inzetten van zendelingen was feitelijk een politiek instrument. Ter illustratie: De eerste zendingspost buiten Paramaribo kwam juist in Coronie vanwege de verzetsbeweging rondom Tata Colin kort daarvoor (rond 1836). Zijn verzet was Afro-religieus geïnspireerd. Het waren de planters die een beroep deden op de EBG om de gemoederen in Coronie te sussen, wat in 1840 leidde tot een eerste EBG-kerk in het buitengebied, Salem genaamd. Voor de opening van zendingspost Bersaba, op plantage La Prosperité in 1858, werden de aldaar woonachtige slaafgemaakten gedwongen hun persoonlijke winti-gerelateerde bezittingen eigenhandig te verbranden. De broeders verbrandden enkele wintihutten.
De EBG bezat in 1846 nog 42 slaven. Daarnaast waren nog eens 19 slaven werkzaam bij de Firma C. Kersten & Co, een belangrijke handelsonderneming van de Herrnhutters.
Al met al stond de EBG religieuze vrijheid en daadwerkelijke fysieke bevrijding van slaafgemaakten in de weg. Dat dit soms gebeurde op verzoek van planters of de koloniale staat laat zien hoe kolonialisme, religie en slavernij met elkaar vervlochten waren. De gebeurtenissen in Coronie laten ook zien dat religie, in dit geval winti, niet alleen een middel voor onderdrukking kan zijn, maar ook een inspiratiebron voor verzet en bevrijding. Het koloniale systeem was bepaald geen eenrichtingsverkeer, vanuit een metropool; er waren allerlei vormen van local agency zoals marronage, verzet of het vasthouden aan eigen religieuze praktijken. Dit wordt ook wel omschreven als the empire talks back. Overigens kon bekering tot het christendom in sommige contexten ook bijdragen aan empowerment van de gekoloniseerden. Christenen van kleur en hun kinderen hadden een streepje voor en kregen meer kansen binnen de koloniale setting. Een voorbeeld van empowerment is de bekering cq kerstening van de Matawai-marron Johannes King door de EBG in 1861.
Veel Afro-Surinamers wisten pragmatisch twee religies in één persoon te combineren; de Afro-religie en Euro-religie. De kalebas en het kruis dus. Maar voor de kerk en de staat gold alleen de Europese, christelijke religie. En kerklidmaatschap betekende nog geen gelijkwaardigheid. Zo werden in de Lutherse kerk witte personen op zondag gedoopt en kleurlingen op woensdag. Zwarten moesten achterin de kerk plaatsnemen (baka banyi). Om maar niet te spreken van mishandeling, wangedrag, seksuele overdaad, bedrog en uitbuiting. De presentatie van het Europese christendom was uiterst dubieus en vaak werd er op gewezen dat het gedrag van de christenen, de witten, de eigenaars en administrateurs in totale tegenspraak met de uitgangspunten van het Evangelie waren. Daar moesten de slaven en vrijverklaarden het mee doen.
In de Nederlanden kwam pas na de indrukwekkende acties van de abolitionisten van Engeland, enige beweging in (voor die tijd) progressieve protestants-christelijke kringen. Maar daarvan kwam niets door in de kolonie Suriname.

### Katholieken
De katholieke kerk kreeg pas in 1785 verlof tot kerkelijk werk in Suriname. Maar omdat zij niet aan de opgelegde financiële voorwaarden kon voldoen stopte haar inzet in 1793. In 1817 vestigden de katholieken zich opnieuw en nu definitief. Er was ondertussen wat meer godsdienstvrijheid voor de katholieken, ook in Nederland. Het was de katholieken echter nog steeds verboden publieke ambten te hebben of uit te oefenen. Toch waren er in de loop der tijd wel katholieken Suriname binnengekomen: militairen, plantage-eigenaren en -administrateurs.

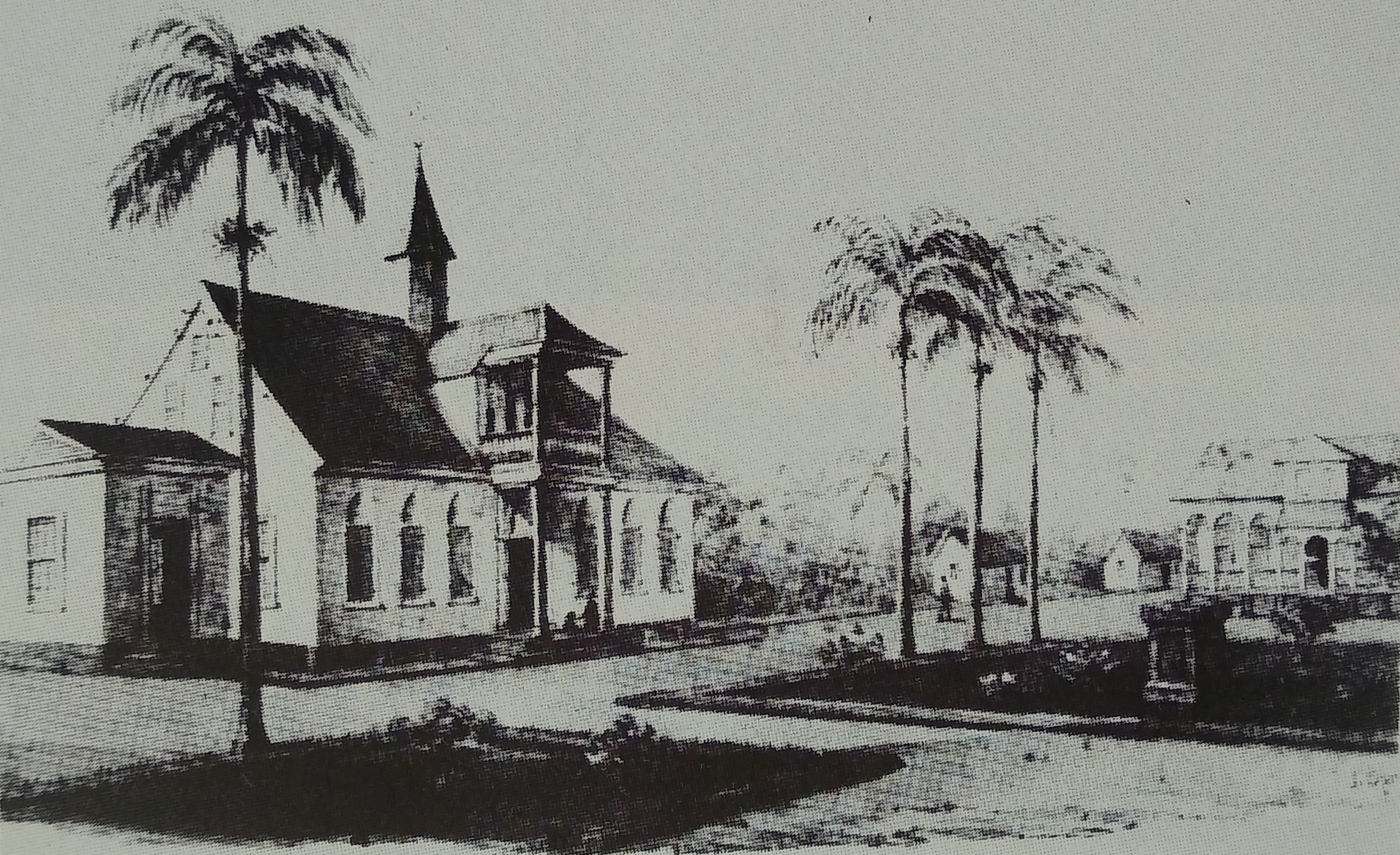
Kerk met pastorie (links) en dokterswoning (rechts) op de missiepost Batavia, circa 1880, getekend door een redemptorist

In de eerste decennia was het voor de Katholieke Kerk in Suriname nog verboden zich met plantageslaven te bemoeien. Ze mocht dat officieel pas vanaf 1840, maar deed het al eerder. Tot aan 1848 hadden de  katholieke missionarissen nog pas toegang gehad tot een 16-tal plantages, van katholieke eigenaren. Vanaf dan komt er ook voor hen meer ruimte voor kerstening. De missionarissen ervoeren wel stevige concurrentie (tegenwerking) van de EBG-zendelingen. Beide groeperingen schilderden hun aantal gedoopten rooskleurig af. Bekering was doorgaans oppervlakkig; de religieuze praktijk van de slaafgemaakten vanuit Afrikaanse tradities werd niet definitief weggevaagd. 'Bekeerlingen' grepen bij problemen in eerste instantie terug op winti. Missionarissen en zendelingen hadden dezelfde kopzorg: was het kruis niet een dun vernisje, waaronder wintipraktijken, met als symbool de kalebas, de hoofdrol speelden?  Waar winti voorheen door de plantagehouders werd gedoogd, raakte deze nu meer aan het oog van de kolonisator onttrokken. Deze religieuze praktijk bleef bestaan in de beslotenheid van de 'achtertuin'. 
De apostolisch missionaris P. Wennekers had te maken met stadsslaven en richtte een Liefdefonds op tot vrijkoping van hen. Dat wil zeggen: geld uit dit fonds werd besteed om slaven te kopen en zo hen te helpen zichzelf vrij te kopen. Zij moesten dus door hun arbeid de benodigde gelden voor eigen manumissie vergaren. Dit fonds is niet groot geweest want de katholieken van de kolonie stortten niet. Af en toe bedelde Wennekers voor dit fonds in het katholieke moederland. Hij en zijn collega's en opvolgers kregen of kochten slaven voor de bediening, ook wel kerkbedienden of kerkslaven genoemd. In 1825 werd naar aanleiding van de dood van de enige priester L.v.d. Horst een lijst van bezittingen opgesteld met daarop 17 slaafgemaakten. Toen de kerkelijke leider J. Grooff in 1843 een benoeming in Nederlands-Indië kreeg manumiteerde hij het slavenkind Cornelis en gaf hem de achternaam Foorg, het omgekeerde van Grooff. In 1845 kocht de kerkelijke leider G. Schepers een slaaf voor 700 gld op naam van de kerk. Kort daarop kocht hij opnieuw een slaaf en wel voor 854.25 gld ten dienste van een missionaris.
De katholieken manumiteerden weliswaar maar drongen op geen enkele andere wijze aan op afschaffing van slavernij. Zij kon dat waarschijnlijk ook niet gezien haar ondergeschikte positie in de kolonie en in het moederland. In de katholieke kerk werd lange tijd niet anders dan economisch over het fenomeen van de zwarte slavernij gedacht. In 1839,  kort na de afschaffing van de slavernij in de Engelse gebieden, gaf paus Gregorius XVI de constitutie In supremo apostolatus fastigio uit, waarin hij zich uitspreekt tegen de slavenhandel (zo laat nog!) en pleit slechts voor een betere behandeling van slaven. In 1888 werd de slavernij in Brazilië afgeschaft, waarop paus Leo XIII in zijn encycliek In Plurimis de slaverrnij zelf voor het eerst aan de kaak stelt. In die tijd was Oost-Afrika het gebied waar Arabieren op slavenjacht gingen. Missiefunctionarissen drongen er daarom bij Rome op aan  publiekelijk de slavernij te veroordelen – alsof er lang voorheen in het Caribisch gebied geen zwarte slavernij was geweest, maar hieraan werden niet zoveel woorden besteed vanuit Rome. De missionarissen in het veld dachten niet veel anders en lieten alles zo ongeveer aan 'de goede God' over.
Slavernij was ook springlevend op de eerste katholieke missiepost in het buitengebied, het melaatsenoord Batavia. In 1850 werd er een reglement gemaakt voor de besmette vrije bevolking (Europeanen en overige vrijen). De directeur van het etablissement had namelijk de bevoegdheid slaven aan deze groep besmetten toe te wijzen. Die slaven moesten zich keurig tegenover de witten/vrijen gedragen; zij mochten zich niet schuldig maken aan feitelijke aanrandingen (artikel 13) en de rust, de orde, de openbare Godsdienstoefening niet storen (artikel 14). 
Binnen katholieke gelederen in Suriname is niets systematisch en gericht ondernomen tegen de slavernij, slechts tegen de behandeling van slaven als zijnde in strijd met de christelijke beschaving. De katholieken in Nederland lieten helemaal niets van zich horen op dit gebied. Rond 1 juli 1863 heerste katholieke stilte. De gouverneur van Suriname had bepaald dat in alle kerken dankdiensten gehouden moesten worden. Dit zal misschien ook in katholieke erediensten zijn gebeurd, maar daarvan bestaan geen verslagen of nabeschouwingen.

## Résumé, kengetallen
De koloniale kerken in Suriname hadden te maken met een gespleten samenleving: de groep van slaven, de groep van vrijen en de groep van witten. De verhouding tussen slaven en vrijen veranderde door de tijd. In 1663 was 55% slaaf en 45% vrij. In 1811 was 95% slaaf en 5% vrij en in 1860, kort voor de emancipatie, nog 70% slaaf en reeds 30% vrij. Kerstening geschiedde bij beide groepen. 
Ter verdediging van de slavernij verwezen verschillende theologen naar het bijbelverhaal over de vloek van Cham (Genesis 9:20-27). Anderen hielden het op een onderscheid tussen geestelijke en lichamelijke vrijheid. De gevestigde kerken doopten wel enkele slaven maar dit was bij uitzondering en met tegenzin; intern was hier kritiek op. Volkskerstening kwam pas op gang vanaf 1828, ondersteund door de koloniale staat. EBG en RK waren de uitvoerders. In Suriname waren aan het begin van de negentiende eeuw op een klein aantal plantages en in de stad Paramaribo slechts een paar honderd slaafgemaakten christelijk gedoopt. Een generatie verder, rond de afschaffing van de slavernij, in 1863, was dat inmiddels opgelopen tot circa viervijfde van alle slaafgemaakten:
In 1815 was op een totale bevolking van 57.000 mensen (slaafgemaakt en vrij) naar schatting een kleine 1.000 mensen christelijk gedoopt. In het emancipatiejaar 1863 waren er, op een totale bevolking van 53.000 mensen, reeds 27.500 EBG-leden en 12.000 katholieken. De Herrnhutterzending en de katholieke kerk werden in toenemende mate een verlengstuk van de Nederlandse koloniale politiek. Koloniale dominantie bleef het doel. 
Gedoopte slaven bleven binnen de kerken een tweederangs positie innemen. Ook bij de 'zwarte  kerken' was dit feitelijk het geval, want doorstoten naar hogere ambten binnen de kerkorganisatie ('Surinamisering') zat er voor de Afro-christenen niet in. 
In 1886 waren de christenen in Suriname als volgt verdeeld: 43% EBG, 14% Katholiek, 11% Hervormd, 5% Luthers. Ondanks de steun van de koloniale overheid en haar continue aanwezigheid was de Nederlands Hervormde kerk het één na kleinste kerkgenootschap geworden.

## Emancipatie en daarna (1863-1975)
De juridische afschaffing van de slavernij was eigenlijk geen radicale maatschappelijke ommezwaai. Er was aldoor al twijfel geweest over de rechtvaardigheid van het oude bestel en de cultuur van witte dominantie werd feitelijk gewoon voortgezet. Niet alleen door het staatstoezicht, maar ook in culturele zin.
Na 1863 wilde het zendings- en missiewerk onder de Afro-Surinamers aanvankelijk niet echt vlotten. Zendings- en missieposten verbonden aan plantages verloren klandizie en werden soms verlaten. Dit was een tegenvaller voor de koloniale kerken. Na de periode van staatstoezicht (1863-1873) veranderde het religieuze palet in Suriname door de instroom van contractarbeiders uit India, Java en China. Deze mensen waren weinig vatbaar voor het christelijk geloof. 
In 1874 hielp de koloniale staat de kersteningsinspanningen een handje door het instellen van een wettelijk verbod op Afrikaanse 'afgoderij': Hij die afgoderij pleegt wordt gestraft met hechtenis van ten hoogste drie maanden of geldboete van ten hoogste honderd gulden. Een verbod dat feitelijk pas werd opgeheven vlak voor de onafhankelijkheid (het einde van de koloniale staat). De algehele christelijke normering en gevoelens van minderwaardigheid met betrekking tot Afrikaans religieus erfgoed waren op dat moment echter al verregaand geïnternaliseerd bij de zwarte bevolking (met uitzondering van de marrons in het binnenland). 
De koloniale kerken van Suriname hebben tussen 1863 en 1975 een sterke maatschappelijke positie weten op te bouwen, maar bleven ook in concurrentie met elkaar. Dat de 'kolonisatie van de ziel' zo succesvol was komt mede door hun sterk uitgebreide rol in het (godsdienst)onderwijs en de ziekenzorg. Suriname werd in deze periode niet alleen een overwegend christelijke, maar ook een zeer verzuilde kolonie, in die zin sterk gelijkend op het 'moederland' Nederland. 
Al met al heerste bij de koloniale overheid tot aan de onafhankelijkheid een sterke christelijke mentaliteit. Van de in 1968 aan religieuze organisaties uitgekeerde subsidies en salarissen ging 75% naar christelijke genootschappen (die 44 % van de bevolking omvatten) en 20% naar hindoe- en moslimorganisaties (die samen 47% van de bevolking overkoepelden). Hierbij kan gevoegd worden de steun voor zending en missie vanuit Nederland. De hindoes en moslims voelden zich door de al te christelijke overheid tekort gedaan en gingen zich al spoedig politiek organiseren.
De christelijk-humanitaire hulp was gericht op ‘beschaving’ en ‘ontwikkeling’. In dit zogenoemde ‘zachte kolonialisme’ werd een Europese leefwijze tot norm verheven. Maar zacht was dit allesbehalve; het institutionaliseerde de superioriteit van witte christenen en diskwalificeerde lokale verwantschappen, leefwijzen en opvoeding. Onderzoek op dit gebied met betrekking tot de Nederlandse westelijke koloniën staat nog in de kinderschoenen. Missie- en zendingsarchieven, veelal nog onontgonnen, kunnen meer zicht bieden op de koloniale aspecten van christelijk-humantaire hulp.